# Ariël Jacobs
Ariël Jacobs, né le 25 juillet 1953 à Vilvorde en Belgique, est un footballeur et entraîneur belge. Il est actuellement directeur général du football professionnel à l'OH Louvain.

## Biographie
Ancien attaquant de Diegem Sport, du KSK Halle et du KFC Diest, il devient  à partir de 1984, entraîneur-joueur dans le club de ses débuts. Il entame également une carrière technique à la Fédération belge de football (URBSFA) dès 1982 et jusqu'en 1997. Il s'occupe d'abord des espoirs, puis est entraîneur des arbitres de l'élite. Il devient aussi responsable de toutes les équipes de jeunes, et enfin, l'adjoint de Wilfried Van Moer puis de Georges Leekens, entraîneurs successifs de l'équipe de Belgique.
En 1998, il est nommé entraîneur principal du RWD Molenbeek en lieu et place de Daniel Renders. Durant un an, il cumule cette fonction avec celle d'entraîneur des espoirs puis décide de se concentrer exclusivement sur son club. En 2000, il quitte le RWDM et attend un an avant de retrouver un autre club. En octobre 2001, le président Filippo Gaone à la tête de la RAA Louviéroise lui donne sa confiance. Le club affiche un maigre bilan de 1 point sur 21, ce qui a valu le licenciement du druide Daniel Leclercq, mais Ariël Jacobs parvient à éviter la relégation et mène le club à une onzième place finale. La saison suivante est plus compliquée en championnat avec une quinzième place finale, synonyme malgré tout de maintien. Mais c'est en Coupe de Belgique que les « loups » créent l'exploit. Le 1er juin 2003 au stade Roi Baudouin, les hommes de Jacobs dominent Saint-Trond par 3 buts à 1 et remportent le premier trophée majeur de l'histoire du club, qui restera pour toujours le seul. Cette victoire permet au club de participer à sa seule campagne européenne lors de la Coupe UEFA 2003-2004, qui se résumera à une double confrontation perdue face au Benfica Lisbonne. La RAAL réalise deux matchs courageux avec un partage 1-1 à domicile, suivi d'une courte défaite 0-1 à l'Estádio da Luz. Cette encourageante défaite est suivie d'une saison du même tonneau. La Louvière termine à une satisfaisante huitième place finale. Durant sa période louviéroise, Jacobs articule son groupe sur des joueurs d'expérience comme Didier Ernst, Benoît Thans,Yves Buelinckx, Daniel Camus, Domenico Olivieri, Thierry Siquet ou encore Davy Cooreman. Mais dans le même temps il lance plusieurs futurs internationaux comme Manasseh Ishiaku, Daré Nibombé, Oguchi Onyewu, Peter Odemwingie et Silvio Proto.
Après trois ans dans le Hainaut, Ariël Jacobs rejoint le KRC Genk en tant que directeur technique. Il occupe ce poste durant deux saisons puis redevient entraîneur, au KSC Lokeren. Il connaît moins de succès et est licencié en octobre 2006, quelques mois après son arrivée. En février 2007, il prend les rênes du Royal Excelsior Mouscron, qu'il parvient à maintenir en première division mais son contrat n'est pas prolongé au-delà.
Il est engagé en juin comme entraîneur-adjoint au Sporting Anderlecht. Le 12 novembre, il est nommé entraîneur principal à la suite du licenciement de Franky Vercauteren et reprend Daniel Renders comme T2. Il remporte la Coupe de Belgique en fin de saison et termine vice-champion de Belgique deux saisons de suite. Le 30 octobre 2009, il prolonge son contrat jusqu'au terme de la saison 2011-2012. À la suite de la victoire d'Anderlecht en championnat en 2010, il est désigné entraîneur de la saison lors du gala du Footballeur pro de l'année en Belgique.
Le 13 mai 2012, après avoir décroché un nouveau titre de champion, il annonce son départ du Sporting Anderlecht. Cette décision est prise en accord avec la direction du club, et selon les termes du président Roger Vanden Stock, il s'agit là de «...la décision de la raison, et non celle du cœur...». La pression médiatique et le désaveu d'une partie du public mauve sont à l'origine de cette décision.
Le 22 juin 2012, il signe pour deux ans au FC Copenhague, club vice-champion de Danish Superliga. Il remplace Carsten V. Jensen qui devient directeur sportif. Il remporte le championnat 2012-2013 et qualifie ainsi son équipe pour la phase de groupe de la Ligue des champions 2013-2014.
Le 21 août 2013, à la suite des mauvais résultats du début de championnat (deux points en cinq matchs), il est licencié par le club danois et remplacé par le Norvégien Ståle Solbakken. Le 14 octobre 2013, il est nommé entraîneur du Valenciennes FC, alors dernier de Ligue 1.
Cependant, il ne peut empêcher la relégation en Ligue 2 avec seulement 29 points et des résultats catastrophique (défaite 6-2 face à Nantes, par exemple). Le club, en proie à de gros problèmes financiers est même menacé de jouer en National ou en CFA. Le 10 juillet, Jacobs quitte Valenciennes d'un commun accord et met un terme à sa carrière.

## Palmarès en tant qu'entraîneur
- 2 fois champion de Belgique en 2010 et 2012 avec le RSC Anderlecht.
- 2 fois vainqueur de la Coupe de Belgique en 2003 avec la RAA Louviéroise et en 2008 avec le RSC Anderlecht.
- Vainqueur de la Supercoupe de Belgique en 2010 avec le RSC Anderlecht.
- 1 fois champion du Danemark en 2013 avec le FC Copenhague.
- Entraîneur de l'année en 2010.